# ربوعة (الوضيع)

تعديل مصدري - تعديل

ربوعه هي إحدى قرى عزلة  الوضيع بمديرية الوضيع التابعة لمحافظة أبين، بلغ تعداد سكانها 112 نسمة حسب تعداد اليمن لعام 2004.